# Yigoga xanthosemata
Yigoga xanthosemata là một loài bướm đêm trong họ Noctuidae.